# Hil Hernández
Hil Yesenia Hernández Escobar (n. în 1984 în Castro, Chile) este o regină a frumuseții din Chile. 
În 2004 ea a reprezentat Chile la concursul Miss Model of the World, a fost semifinalistă. Ea a luat de asemenea parte la Miss World Chile 2003 când a ajins în finale și la Chile Miss Earth 2004, eliminată în prima rundă. Aceste concursuri au făcut să aibă experiență în concursurile internaționale de frumusețe. Hil Yesenia Hernández este angajată în propagarea ideilor de protecție, protejare a mediului înconjurător.
La data de 26 noiembrie 2006, ea a câștigat concursul de frumusețe Miss Earth 2006, ea  a fost aleasă din 81 de candidate Hil Yesenia este prima femeie din Chile care a câștigat acest titlu.